# Quận Wabaunsee, Kansas
Quận Wabaunsee là một quận thuộc tiểu bang Kansas, Hoa Kỳ. Theo điều tra dân số năm 2000 của Cục điều tra dân số Hoa Kỳ, quận có dân số 6919 người.
Quận lỵ là Alma.6 Quận này cùng với Shawnee, Jackson, Jefferson, và Osage nằm trong vùng đô thị Topeka, Kansas với dân số ước khoảng 228.894 người vào năm 2006.

## Các vùng dân cư

### Đã hợp nhất
- Alma, 832 (quận lỵ)
- Eskridge, 534
- Maple Hill, 620
- Alta Vista, 444
- McFarland, 256
- Harveyville, 236
- Paxico, 221
- Willard (small portion of corporate limits extends into Wabaunsee County)
- St. Marys (small portion of corporate limits extends into Wabaunsee County)

### Chưa hợp nhất
- Newbury
- Wabaunsee